# Ibanez Fireman

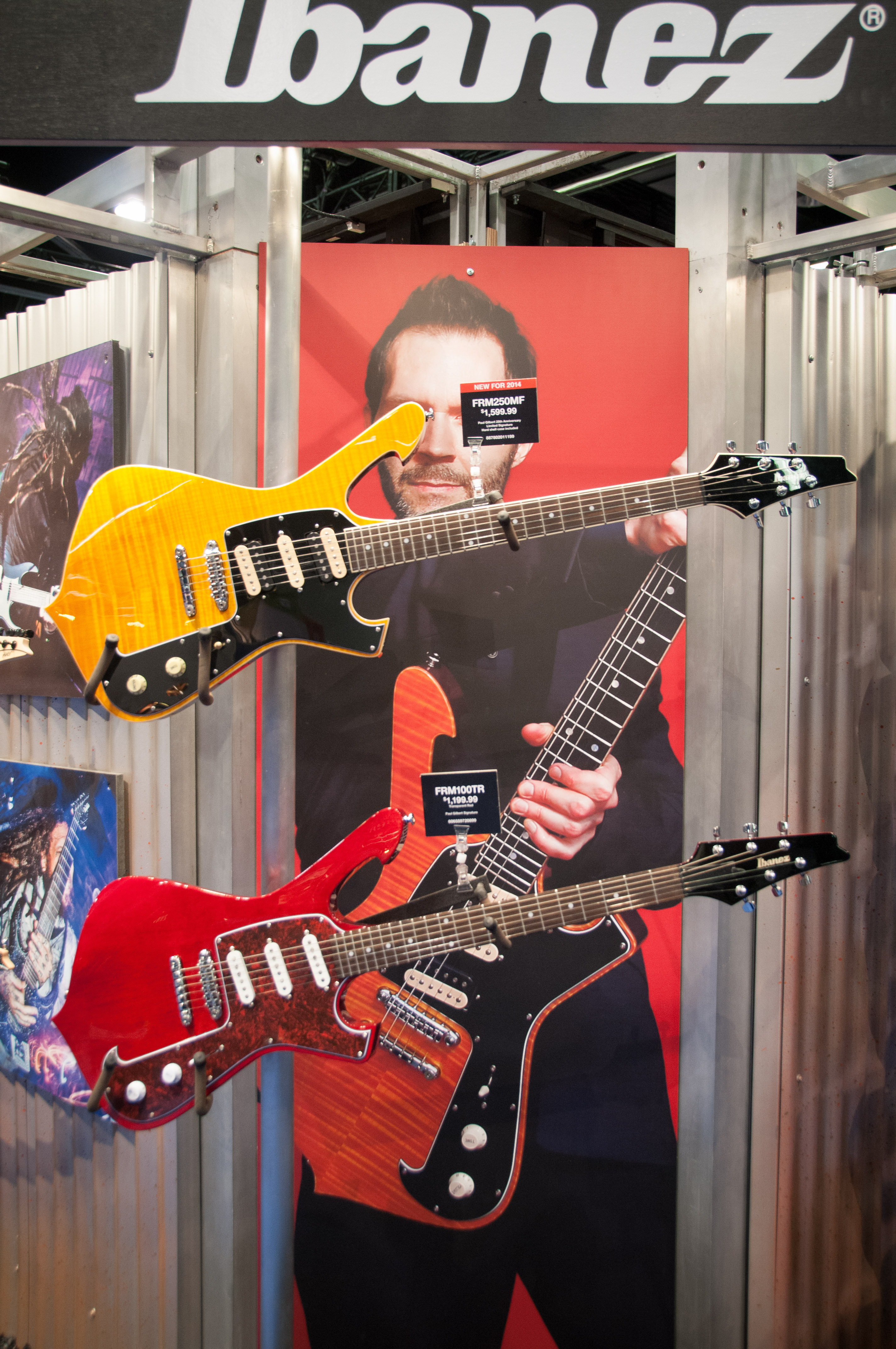
Alcuni modelli di chitarre Ibanez Fireman esposti durante l'edizione 2014 del NAMM Show

L'Ibanez Fireman è una chitarra elettrica il cui corpo è l'inverso della Ibanez Iceman. Come la Iceman, anche la Fireman fa parte delle varianti della serie PGM, questa ideata appositamente per il chitarrista statunitense Paul Gilbert che ne ha fatto largo uso.